# Дрізд еквадорський
Дрізд еквадорський (Turdus reevei) — вид горобцеподібних птахів родини дроздових (Turdidae). Мешкає в Еквадорі і Перу.

## Поширення і екологія
Еквадорські дрозди мешкають на заході Еквадору та на північному заході Перу. Вони живуть у вологих рівнинних і гірських тропічних лісах та в чагарникових заростях. Зустрічаються на висоті до 1800 м над рівнем моря.